# Kobanî ostroma
Kobanî ostromát az ISIL indította 2014. szeptember 13-án, hogy Szíria északi részében, a de facto autonóm régióban, Rojavában elfoglalja Kobanî kantont és annak központját, Kobanît.
2014. október 2-ig az ISIL 350 kurd falut és várost foglalt el Kobanî körzetében, minek következtében mintegy 300 000 kurd menekült át a határon keresztül Törökország Şanlıurfa tartományába 2015. januárig már mintegy 400 000-re nőtt a Törökországba menekültek száma. Az ISIL előretörésének megakadályozásán többen is összefogtak, így az Eufrátesz Vulkán nevű szervezet tagja ként a YPG is, Később hozzájuk csatlakozott a Szabad Szíriai Hadsereg erősítése, a Kurd Regionális Kormány nehézfegyverzetével felszerelt Pesmerga-sereg, és nekik segített az amerikaiak és az arabok gyakori légitámadásai is.
2015. január 26-án az YPG, az FSA és a Pesmergák erősítésével, valamint a koalíciós csapatok légi támogatásának köszönhetően Kobanî támadói vissza tudták foglalni a várost, és az ISIL-t rá tudták kényszeríteni, hogy hagyja el a települést. A várost teljes egészében másnap, január 27-én sikerült visszafoglalni, de Kobanî kanton több faluja maradt még az ISIL keze alatt. A kurd katonai alakulatok az arab csapatok további légi támogatásával gyorsan tudtak előre haladni, és február 2-ra a város 25 km-es körzetét megtisztították az ISIL egységeitől. 2015. április végére az ISIL szinte az összes, korábban elfoglalt falut elvesztette a kantonban, de továbbra is megőrzött egy tucatnyi helyet Rakka kormányzóságban.
2015. június végén az ISIL újabb támadást intézett a város ellen, melyben legalább 233 civilt ölt meg.

## Előzmények
A szíriai polgárháború alatt az YPG 2012. július 19-én elfoglalta Kobanît. 2012. július óta a terület kurd ellenőrzés alatt állt, és az YPG a kurd politikusokkal közösen autonóm területként kezelték a maguk között Szíriai Kurdisztánnak nevezett területet. 2014. július 2-án az Iraki és Levantei Iszlám állam elkezdte támadni a körzetet.

## Az ISIL előretörése

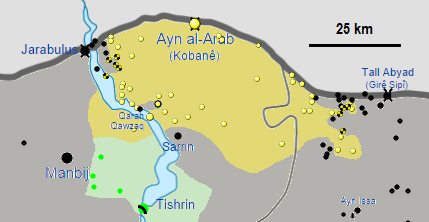
A katonai felállás a Kobanî környékén 2014. szeptember 13-án kezdődött harcok előtt

2014. szeptember 13-án az ISIL erőteljes támadást indított Kobanî kanton és annak hasonló nevű központja ellen, és behatolt a kanton keleti és nyugati határain fekvő falvakba. Szeptember 17-én, az egyik stratégiai fontosságú, az Eufráteszen átívelő híd előző napi elfoglalása után az ISIL nehéztüzérséggel, tankokkal, rakétakilövőkkel felfegyverkezve megindult Kobanî irányába, és 24 óra alatt 21, kurdok lakta falut szerzett meg. Ennek hatására a központi várost teljesen bekerítették, a Szabad Szír hadsereg megmaradt része pedig a kanton délnyugati részéből a város megvédése érdekében áttelepült. Két nappal később az ISIL újabb 39 falut foglalt el, így csapatai már 20 km-re megközelítették Kobanît. 45 000 menekült attól tartva, hogy az ISIL átveszi a régióban az uralmat, Törökországba menekült. Közülük többeket a török hatóságok a határon megállítottak, és visszaküldtek. A folyamatos ágyúzás hatására 100 falu lakosságát evakuálták, az ISIL előrenyomulásában pedig több tucatnyi YPG-aktivista és civil halt meg.
A Kobanîtól mindössze 15 km-re lévő ISIL-seregek több környező falut elfoglaltak még, és a várostól mindössze 10 km-re lévő területeket lőttek. Ezalatt Törökországból 300-nál is több kurd harcos érkezett erősítésként Kobanîba. A Kurd Munkáspárt (PKK) egyik magas rangú vezetője, Murat Karayilan arra sarkallta a Törökországban élő kurd fiatalokat, hogy csatlakozzanak a szíriai kurd seregekhez. A nap folyamán három rakéta csapódott be a városban, így tovább nőtt az ott lakók félelme. A harcok a kezdetek óta 34 polgári áldozatot követeltek, a menekültek száma pedig elérte a 60 ezret.
Szeptember 21-ig az ISIL 64 falut foglalt el. Az elmúlt 48 órában az ISIL-től 39, a kurd harcosoktól 27 katona esett el. A kurd hadsereg legalább 100 falut evakuált az ISIL akcióinak megkezdése óta. Az ISIL csapatai már a város 10 kilométeres körzetén belül voltak, és továbbra is előre nyomultak, az összetűzések fő központja a városmagtól 13 km-re délre és keletre folytak. Másnap a kurd szóvivő azt közölte, előző éjszaka alábbhagyott az ISIL keleti előretörése. Annak ellenére, hogy a területfoglalás megakadt, az ISIL továbbra is lőtte a központot, és a harcok folytatódtak a környéken. Ide tartozik a Kobanîtól 6 km-re nyugatra fekvő Mojik és a 7 km-re keletre elhelyezkedő Alishar falvak környéke. Még ezen a napon Numan Kurtulmus miniszterelnök-helyettes bejelentette, hogy az ISIL dzsihádistái elől menekülve több mint 130 000 szíriai kurd lépte át a szír–török határt.
Szeptember 24-én a török oldalról érkező harci repülőkből az utánpótlási vonal ellen leadott légitámadás ellenére az ISIL további területeket szerzett meg a várostól délre. Így már csak 8 kilométer, az ostrom kezdete óta a legkisebb távolság választotta el őket Kobanî déli határától. Ekkor már a terrorista csoport legalább 4000 tagja állomásozott a kantonban. Eközben elfoglalták Robey és Tall Ghazal falvakat, valamint a közeli gabonasilót. Az ISIL forrásai ezen felül néhány, Kobanîtól nyugatra fekvő falu elfoglalásáról is beszámoltak. A nyugati frontvonal elérte a Siftek nevű faluhalmazt. Ez annak a következménye, hogy előző nap ISIL-katonák jöttek tankokkal felfegyverkezve erősítésképp. Reggelre mindössze 2 kilométer választotta el a támadókat magától a várostól. Ekkor a kanton 75%-a az ISIL, a fennmaradó területek, így Kobanî és a kisebb Shera, valamint körülbelül 15 közeli falu a kurdok kezén volt.
Szeptember 26-án Kobanîtól 10 km-re keletre az iszlamisták elfoglalták az YPG egyik dombját, ahonnét régebben lőtték őket.

### Koalíciós légitámadások és Kobanî ostroma

Kobanî ostromának lefolyása 2014-ben:

Szeptember 27-én az amerikai és arab légierők először bombázták Kobanî környékét, és eltalálták az ISIL-nek a várostól 4 km-re, Alisharban lévő hadműveleti központját. A légitámadások ellenére még így is lőni tudták a várost, ahol többeket megsebesítettek. Sokak szerint azért nem beszéltek a kurd városok védelmére bevetendő légitámadásokról, mert azzal megbánthatták volna Törökországot.
Szeptember 28-ig már 2500 kurd harcos érkezett Törökországból a Kobanîban védekező kurdok megsegítésére. Másnap az ISIL délről és dél-nyugatról nekiindulva 5 km-re közelítette meg a várost, amit már második napja megállás nélkül bombáztak. A rá következő nap az ISIL keletről 2-3 kilométeren belülre került a városhoz képest. A harcok alatt a kurdok állítólag megsemmisítették az ISIL két tankját. Az ISIL fegyveresei elfoglalták a nyugatra fekvő Sifteket, és innét támadták Kobanît. Ezen felül Kazikan falut is megszerezték.
Az Iraki és Levantei Iszlám Állam délkeletről és nyugatról is jobban meg tudta közelíteni Kobanît, az utóbbi oldalon azonban a kurdok visszaverték a támadást. Az ütközet végén az ISIL elfoglalta az utolsó falut is, és már csak 1 kilométer választotta el a várostól. A lehetséges, házról házra haladó csatára felkészülve a kurd harcosok homokzsákokkal erősítették meg Kobanîban az állásaikat. Estig az ISIL továbbra is folytatta a területszerzést, a kurd erőknek pedig a hadieszközök hiány miatt ki kellett vonulnia a külvárosokból. mikor az ISIL beért Kobanîba, a menekültek szerint kezdetét vették a kínzások, a megerőszakolások, a kivégzések és a különféle csonkítások. Az ISIL milicistái kurd harcosokat, többek között nőket fejeztek le.
Október 2-re a város körüli 354 faluból 350-et elfoglalt az ISIL, és csupán pár szár méterre a város dél és dél-nyugati felétől építették ki álláspontjaikat. Heves tűzharcok bontakoztak ki, melyekben a város keleti részén az ISIL 57 katonája, a déli szektorban pedig egy iraki parancsnoka és 8 másik katona vesztette életét.
Másnap az ISIL megszerezte a város déli és keleti ki- és bejáratait. Ezen kívül elfoglaltak egy stratégiai hegyet és egy, a városra néző rádióállomást. Később egy kurd harcos arról számolt be, hogy az ISIL belépett a város délnyugati peremkerületeibe, és ott továbbra is folynak a harcok. AZ Amerika vezette koalíció október 2-ig öt nap alatt hétszer hajtott végre légitámadást Kobanîban és környékén az ISIL támaszpontok ellen, Ezeket október 3-án újabb támadások követték. október 3-ról 4-re virradó éjszaka visszaverték az ISIL egyik próbálkozását, mellyel a városba akartak bejutni. A koalíciós erők 4-én is tovább folytatták az ISIL célpontok bombázást. Ezek közé tartoztak különböző logisztikai egységek, támadási posztok, és eltaláltak egy csapatszállítót is. A város lényegében kiürült, a véderőkön kívül mindenki Törökországba menekült. Az utolsó újságíró október 4-én hagyta el a támadott területeket. Összességében a régió lakosságának 90%-a elmenekült.

## Csata Kobanî városért

### Az ISIL bevonulása Kobanîba

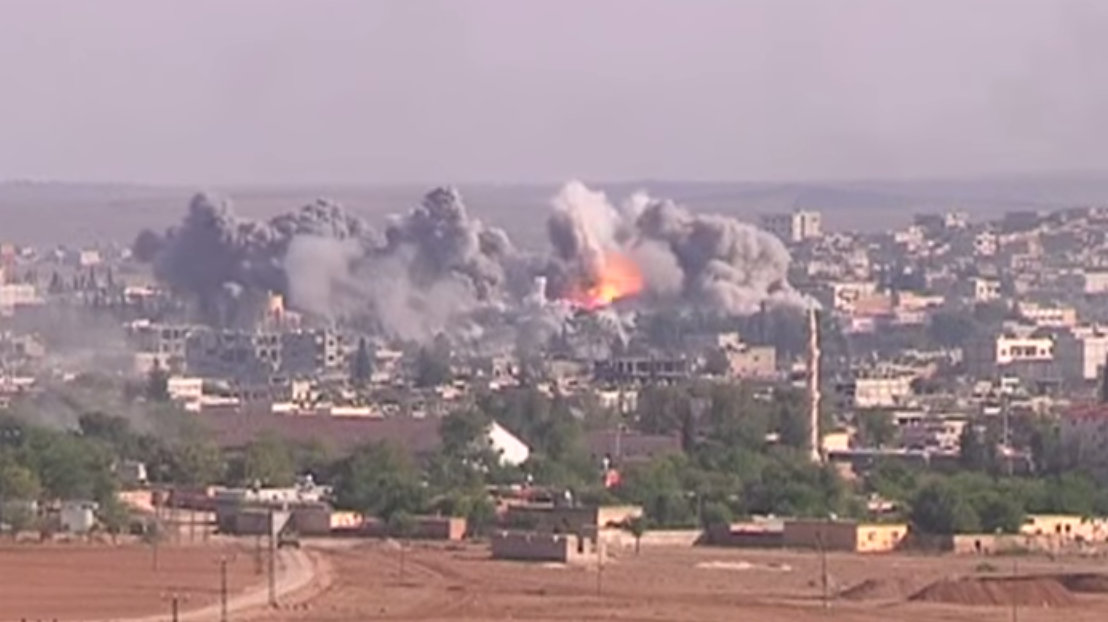
Koalíciós légitámadások Kobanîban az Iszlám Állam pozíciói ellen 2014. októberben

Október 5-én az ISIL elfoglalta a Kobanî városon kívül eső Mistanour-hegy deli részét. A kurd fegyveresek vezetői szerint ha az ISIl megszerzi a hegyet, akkor könnyen hozzáférnek magához a városhoz is. Mistanournál az emberek szemtől szemben csaptak össze egymással. Ekkor volt először példa arra, hogy egy kurd Katonanő, (Deilar Kanj Khamis, katoni nevén Arin Mirkan) az ISIL egyik támaszpontján saját magát felrobbantotta. A robbantásban az iszlamisták 10 harcosa halt meg. A Mistanour-hegy elfoglalása után az iszlamisták behatoltak Kobanî délkeleti sarkába, és itt is kezdetét vették az utcáról utcára haladó harcok. Ez volt az első alkalom, hogy a dzsihadisták magába a városba is bejutottak. Miután 30 iszlám államos a város keleti részén áthatolt a tiszta területeken, a milicisták áttörték a kurd védvonalat. A támadást örvlövészek, nehézfegyverzet és a Mistanour-hegyről leadott támogató tűz biztosította.
Október 6-án a dzsihadisták 100 méterre hatoltak be a város belsejébe. Az előző nap elfoglalt hegy tetejére kitűzték az ISIL zászlaját, majd ezután Kobanî délkeleti részében, egy négyszintes ház tetején is megjelent a lobogó. Kobanî kantonban ekkor már 9000 ISIL-katona tartózkodott. Megpróbáltak tovább törni, de a 48. út környékén az YPG emberei sortüzet nyitottak rájuk, és a behatolók közül 20-at megöltek. Egész nap folyt a harc Maqtala al-Jadida és Qani Arab negyedek ellenőrzéséért, végül mindkettőt az ISIL szerezte meg. Ezen felül övék lett Kobanî ipari parkja is.
Október 7-én a kurdok kiűzték az ISIL-t az előző éjszaka elfoglalt lenti területek többségéről, de még nem teljesen. Másik oldalról viszont az ISIL megszerezte a város délkeleti részét, valamint a nyugati oldalon egy építés alatt álló kórházat. Éjszaka az USA és koalíciós partnerei légitámadást hajtottak végre a város keleti részén, és több ISIL-állást, egy tankot és három technicalt is megsemmisítettek.
Október 8-án egy újabb, az ISIL háttérvonalai ellen mért légitámadás után reggel a kurdok kiűzték a városból a milicistákat. Az amerikaiak egyik lövése a város keleti felében a mecsetnél gyülekező katonákat talált el. Mindezek ellenére a dzsihadisták a helyszínre érkezett erősítésnek hála újabb támadást indított Kobanî keleti részei ellen. Ebben a támadásban az ipari parkban 50-70 métert haladtak előre, és elfoglalták a piac területét. Estig az ISIL összességében 100 métert haladt a városközpont felé. Ezalatt a kurdok Kobanî nyugati részén elfoglalták Sh'irt.
Október 9-ig az ISIL már a város több mint egyharmadát megszerezte, többek között a terület keleti részét, valamint az észak- és délkeleti területek egy-egy darabját. Előző este öngyilkosokat rejtő tankokkal megtámadták a kurd rendőrség központját, amit reggel be is vettek. A harcokban egy magas rangú kurd rendőr életét vesztette. Az épület ezután a koalíciós gépek célpontja lett, nem sokkal később már teljesen le is rombolták. A látási viszonyok megnehezítése végett a felkelők épületeket gyújtottak fel, füstoszlopokat hoztak létre, valamint több órán keresztül fekete füstfellegeket eregettek a Mistanour-hegy tetejéről. Ezután a város keleti felében a kurdok visszaszorították az iszlamistákat, míg egy másik oldalról az FSA csapott rajtuk, így nagy veszteségeket kellett elkönyvelniük. Az SOHR szerint a kurdok több felkelőt a rendőrség központjában ejtettek túszul. Az épület körüli összecsapásokban 11 ISIL-katona meghalt, négyet pedig foglyul ejtettek a kurdok. Ekkor viszont a helybélieknek már nagyon kevés lőszere maradt.
Október 10-én az ISIL harcosai tovább jutottak a városközpont irányába, és elfoglalták a kurdok katonai bázisait. Ennek az lett az eredménye, hogy elfoglalhatták volna a határon az állomáshelyeket, így kerítve körbe a Kobanîban maradt haderőt. Az Iszlám Állam a város területének 40%-át ellenőrizte. Ez volt az első nap, hogy az iszlamisták tankokkal mentek be a településre. Ezalatt a szír és kurd felkelők visszavonultak a nyugati külvárosokban a Sh'ir-hegyről. Az iszlamisták, hogy elkerüljék a légitámadásokat, motorbiciklikkel szállítottak lőszerutánpótlást a frontvonalakhoz, a járműveiken pedig az ellenség megtévesztése végett az YPG zászlajai lengtek. Mindezen túl az YPG egyenruháját viselő iszlamisták beszivárogtak a kurd védvonalak mögé. A biztonsági övezettől nyugatra, a Nagy Mecsetnél az ISIL egyik öngyilkos merénylője robbantott egy autóba rejtett bombát. Később az ISIL megtámadta a mecsetet, mert az kitűnő, a teljes várost átlátó panorámát biztosító búvóhely lett volna az orvvadászaik számára.

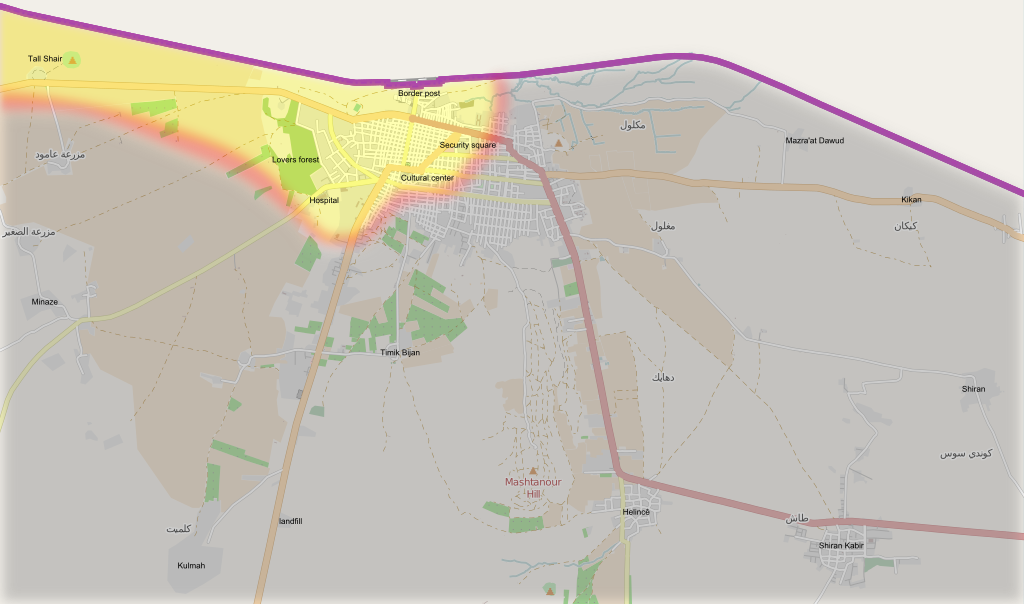
A frontvonal megközelítőleges elhelyezkedése Kobanîban 2014. október végén

Október 11-én az ISIL megpróbálta elfoglalni a város központját, de a kurdok és az amerikaiak ISIL-állomásokat lövő bombázásai visszaszorították őket.
Október 12-én az előző napi veszteségek pótlására az ISIL-hez erősítés érkezett. A csoport ezen a napon a kutakat támadta meg, de a dízel hiánya miatt ezek már amúgy haszontalanok voltak a kurdok és a polgári lakosság számára is. Ezalatt a jelentések szerint a kurdok ismét visszafoglalták a várostól nyugatra fekvő Tel Shair falut.
Október 13-án az ISIL három öngyilkos merényletet követett el Kobanîban a kurd állások ellen. Az egyik öngyilkos robbantást északon követték el, s ennek következtében megnyílt az iszlamisták előtt az út az Új Kulturális Központ elfoglalása előtt. Így már a központi település 50%-át ők irányították. Egy második robbantó a határállomáson akarta felrobbantani magát, de bombája túl hamar működésbe lépett. Emiatt az ottani támadást könnyen vissza tudták verni. A harmadik bombát a biztonsági negyedtől nyugatra élesítették, A kurdok a várostól délre szereztek vissza több ISIL-állást. Egy kurd harcos szerint ha az ISIL megszerzi a határátkelő-helyet, "akkor vége". Azt mondta, bár eddig a kurdok visszaverték az ISIL támadásait, de ha a helyzet nem változik, akkor lehetetlenség megtartani a helyet. Másnap a kurdok visszafoglalták a Kobanîtól nyugatra lévő Tall Shair-hegyet.
Október 13. és 15. között az USA 39 alkalommal mért légicsapást Kobanîban és környékén az ISIL hadiállásaira, s ezek közül 21-re 13-án éjszaka került sor. Ennek hatására a kurdok több területet vissza tudtak foglalni a dzsihadistáktól. A harcokban az iszlamisták 39 katonája halt meg. A kurdok azt mondták, mióta lehetséges célpontokkal látják el az USA-t, s az ennek alapján összehangolja a támadásokat, azok sokkal hatékonyabbak lettek. Október 17-ig a támadások száma már 53-ra emelkedett.
Október 15-én a kurd külügyminiszter-helyettes arról számolt be, hogy az előretörések hatására már ők irányítják a város 80%-át, ami ahhoz vezethet, hogy majd a teljes várost vissza tudják foglalni. Az egyik amerikai tisztviselő viszont úgy nyilatkozott, hogy a sok légitámadás és az abban megölt több száz ISIL-katona ellenére még mindig elképzelhető volt, hogy a város a támadók kezére jut. Másnap Baharin Kandal azt mondta a BBC News-nak, hogy az Iszlám Állam katonái a város nagy részéről kivonultak, már csak két területen van ellenállás.
Október 18-án az ISIL keletről, a határátkelő felől egy nagy tűzerejű támadást indított, mellyel el akarták vágni a Kobanîban harcoló kurd katonákat az utánpótlástól. Az egyre több erősítés ellenére visszaverték az ISIL-nek ezt a támadását. Ennek ellenére még mindig jelen voltak a város deli és keleti részeiben, és becslések szerint annak 30%-át irányították. Később két autóba rejtett bombát robbantottak fel. Egyet az önkormányzat épületének szomszédságában a biztonsági negyedben, egyet pedig az al-Hurreyyi téren, az ISIL kezén lévő Új Kulturális Központ közelében. Aznap a terroristák 41 rakétát lőttek ki.
Október 19-én az YPG harcosai előrébb jutottak Kani Erban területén, ahol az ISIL két állását szerezték meg. Az ISIL ugyanakkor a biztonsági negyedtől nyugatra nyert újabb területeket. Október 18-19-én az USA vezette csoport 6 alkalommal csapott le ISIL állások ellen. Később 3 amerikai teherszállító repülőgép 27 csomagban összesen 24 tonna kézi fegyvert, lőszert és 10 tonna gyógyszert és gyógyászathoz használt anyagokat dobtak le a városban. Ezeket az Iraki Kurdisztánban élők küldték a Kobanît védő kurdoknak.. Az Amerikai Központi Parancsnokság egyik nyilatkozata szerint “a ledobott csomagok fő célja az volt, hogy hogy segítse a védekezőket Kobanî megvédésében, nehogy az ISIL kezére kerüljön. A jelentések szerint az egyik csomag az ISIL ellenőrizte területek egyikére esett, de ezt szét is lőtték. Egy másik csomag szintén célt tévesztett, de ezt a kurd csapatok találták meg.
Október 20-án az ISIL két autóba rejtett bombája robbant fel a város északi részén.
Október 23-án többórányi harcot követően az ISIL harcosai visszafoglalták a Tell Sh'ir-hegyet. Éjszaka légitámadások helyszíne volt a domb, amit a kurdok még napfelkelte előtt visszafoglaltak. A hegy elfoglalása az ISIL milicistáinak előző éjszaka indított és a másnapba is átnyúló támadásának at eredménye volt. Ekkor a Kobanîból érkező hírek arra utaltak, hogy az ISIL közelebbről meg nem határozott vegyi fegyvert vetett be a harcok folyamán.
Október 26-án a terroristák negyedszer próbáltak meg sikertelenül elfoglalni egy Törökországba vezető határátkelőt, ezúttal az északi Jomrokban. Másnap az ISIL közzétett egy olyan videót, melyen a fogságba esett brit John Cantlie arról beszélt, hogy Kobanî városa nagyrészt már a milicisták kezén van, és csak néhány kisebb részen sikerült a kurdoknak megtartani az állásaikat. Azt is megemlítette, hogy Kobanîban a csata már lényegében véget ért, és az ISIL hadserege lényegében megtisztította a területet. A felvételeken látszanak a határon álló török zászlók is, melyeket állítólag az ISIL négy drónjának egyike vett fel. A felvételt azonban sokan propagandának tartják, mert az elemzők szerint ezt egy héttel korábban vették fel. A szír-török határon keresztül körülbelül 200 iraki kurd Katona érkezett a városba, hogy erősítse az ottani véderőket.
Október 28-án az ISIL ötödik határátlépési kísérletét is visszaverték, miközben a Pesmergák elkezdték az előkészületeket egy Törökországból Szíriába történő behatoláshoz.

### Az FSA és a Pesmergák erősítéseinek megérkezése
Október 29-én a Szabad Szíriai Hadsereg (FSA) katonái Törökország felől átlépték a határt, hogy erősítsék a Kobanîban lévő csapatokat. Két nappal később a terület nyugati feléről, a Sh'ir-hegyről 20 járműnyi kurd Pesmerga haderő érkezett. Az iraki Pesmerga erők létszáma 150 fő körül lehetett, és nehézfegyverzetet valamint lőszert is hoztak magukkal. Ez volt az első alkalom, hogy a törökök megengedték, hogy Szírián kívüli erők is az ő területén keresztül továbbítsanak erősítést Kobanî kurd védelmezőinek.
November 1-jén az YPG haladt előre sikeresen az al-Haj Rashad mecset területe irányába. Másnap az FSA egyik parancsnoka, Abdul-Jabbar Ekada egy interjúban úgy nyilatkozott, nagyjából 320 FSA Katona van a városban, az ISIL pedig Kobanî 60%-át uralja. egy nappal még később a kurdbarát híradások már arról számoltak be, hogy Arbus, Manaza, Albalur, és Cikur falvakat megtisztították az ISIL-től.
November 5-én az Erbílben székelő iraki kurd kormány a város védelmezőit segítve több teherautónyi lőszert szállított titokban Törökországon keresztül Kobanîba. Eközben a város tisztviselői úgy nyilatkoztak, hogy a Pesmerga-erősítés megérkezése óta megállt az ISIL térnyerése, és lehet, több száz emberüket vesztették el.

### Az YPG és az FSA térnyerése

A helyzet Kobanîban 2014. október 16-án, miután az YPG visszaszerezte a stratégiai fontosságú Mistanour-hegyet. Négy nappal később már ismét az ISIL-é volt a hegy, és legközelebb csak 2015. január 19-én tudták visszanyerni.

November 8-án az YPG Kobanî Haj Rashad és Baladia kerületeiben tudott területet szerezni. Két nappal később az ISIL Aleppó kormányzóság különböző részeiről több tucatnyi harcosát vezényelte a városba. Velük akarta megerősíteni a heves harcokban megfogyatkozott csapatát.
November 11-én az YPG csapatai a város déli részében több utcát visszafoglaltak, és számos épületet sikerült megtisztítaniuk. Az SOHR szerint az ISIL egyik igen magas rangú katonai vezetője úgy nyilatkozott, hogy az YPG heves ellenállása nagyon meglepte és demoralizálta az iszlamista harcosokat, mert ők már azzal számoltak, hogy pár napon belül elfoglalják a várost, és fölényes győzelmet aratnak. Másnap a kurd haderők a stratégiai fontosságú Mistanour-hegy elfoglalásával elvágták az ISIL egyik fontos, Rakkával összeköttetést biztosító utánpótlási útvonalát.
November 16-án az YPG Baladiától északra és a Biztonsági tértől nyugatra tudott újabb területeket visszaszerezni. Két nappal később a kurdok elfoglaltak hat épületet, melyek az SOHR igazgatója, Rami Abdulrahman szerint "a város északi részén stratégiai fontosságú helyen, a Biztonság tér környékén voltak. Ezek közel vannak ahhoz a helyhez, ahol az önkormányzat épülete áll." A kurdok "nagy mennyiségű rakétameghajtású rakétakilövőt, automata és kézi fegyvereket, valamint lőszereket szereztek." Másnap az ISIL két támadást indított. Az elsővel az előző nap elvesztett hat épületet akarták visszaszerezni, a másodikat pedig a várostól délnyugatra, a Kobani–Aleppo-útvonalnál hajtották végre. A jelentések szerint leginkább ISIL-harcosok estek el. November 17-én olyan hírek érkeztek, melyek szerint Tell Bakrbant, az ISIL kobanî legfelsőbb parancsnokát az YPG egy lesből támadó katonája megölte. Rajta kívül még 28 ISIL-katona halt meg a Kobanîban zajló ütközetekben, köztük két magas rangú parancsnok, Abu Ali al-Askari és Abu Mohammed al-Masri.
November 20-án egy újabb sikertelen támadást indított az ISIL a Mistanour-hegy visszaszerzésére, amit korábban a kurdok tőlük szereztek meg. Ezen kívül a határátjárótól keletre is véghez vittek egy támadást.
November 25-én Kobanî külvárosaiban több épületet, valamint a város kulturális központját is visszanyerte az YPG. Területeket szereztek meg a kormányzati téren és Azaditól keletre.
November 28-án az ISIL harcosai visszavonultak Baladia és Azadi kerületekből, a Souq al-Halból és a kormányzati térről is. Ezeket utána az YPG foglalta el. Az ISIL város felett keringő felderítő drónját lelőtték. A kurd harcosok előrenyomulásuk közben fegyvereket és lőszereket zsákmányoltak.
A város két fele között november 29-én is folytatódtak az összetűzések. Ezeket az ISIL úgy akarta megoldani, hogy négy autóba rejtett és övre csatolható pokolgépet robbantottak fel. Az SOHR szerint az ütközetben az YPG nyolc, az Iszlám Állam 17 katonáját ölték meg. A jelentések szerint az előző nap elvesztett Azadit visszafoglalta az ISIL az YPG-től. A német 'Der Spiegel' újság szerint ISIL-harcosok a Törökországba vezető határ mentén is több YPG-állomáspontot támadtak meg. Az SOHR szerint az YPG átment török területekre, és ott támadták meg az ott felállított ISIL-támaszpontokat, s utána visszavonultak Szíriába. Nem sokkal később a török hadsereg visszanyerte a határterület feletti ellenőrzést. Tal Ghazalban, Kobanî déli külvárosában az YPG harcosai megtámadták az Iszlám Állam egyik harckocsiját, és megöltek két harcost, akik közül az egyik a helyi emír volt. Tovább haladtak dél felé, és Tarmek falu közelében elérték az Aleppót Kobanîval összekötő útvonalat. Azadiban ismét megszereztek egy épületet az YPG emberei. In all, 50 ISIL militants, 12 FSA, 11 YPG, and three unknown pro-Kurdish fighters were killed on 29 November.
December 1-jén a népvédelmi egységek a város déli részén visszafoglalták Botan Gharbit, és területeket szereztek meg a Mistanour-síkság északnyugati felén. Másnap a kerületben az ISIL egy autóba rejtett pokolgépet robbantott fel. December 4-én tovább terjesztette az YPG az ellenőrzése alá tartozó kerületek méretét. Ebben az akcióban az ő embereik közül 1, ellenfeleik közül 10 halt meg.
December 8. és 13. között a kurdok Kobanî déli részében több iszlamista támaszpontot felszámoltak, és több helyet elfoglaltak a Tarmek út mentén.
December 20-án a kurdok a környező utcák elfoglalásával bekerítették a kulturális központot.
December 26-án az ISIL szíriai állomásai ellen intézett 66. légitámadás-sorozat keretében négy helyre lőttek Kobanîban és környékén, melynek hatására az iszlamisták három épületét és két járművét semmisítették meg.
2015. január 1-jén az YPG visszafoglalta a Rash könyvtárat és Kobanî déli részén a Biotan területet, így megszerezték teljesen a város keleti részét, a teljes településnek pedig így már a 70%-át ők uralták. Másnap egy légicsapás végzett az ISIL parancsnokával, Sheikh Othman Al-Nazehhel.
Január 5-én a kurdok visszaszerezték a kormányzati és a biztonsági övezeteket, valamint a Refia, Sena'a, Tharura és Banat iskolákat. Később délen is további területeket foglaltak vissza Mishtanourban. Az SOHR szerint ekkor már legalább a város 80%-át a kurdok tartották ellenőrzésük alatt. A harcokban legalább 14 ISIL-harcost öltek meg aznap. 6-án az ISIL a Rash könyvesbolt mellett indított egy támadást, amit az YPG gyorsan visszavert.
2015. január 16-án az ISIL egyik öngyilkosa övre szerelhető bombát robbantott a kormányzati tér mellett.

### A kurd város visszafoglalása
2015. január 19-én az YPG 11 ISIL-harcos megölése után teljes egészében visszafoglalta a Kobanîtól délre fekvő Mistanour-hegyet. Így már a kurdok ellenőrizték az Aleppóba és Rakkába vezető utánpótlási útvonalat. Másnap a kurd seregek a nemzeti kórházat szerezték meg, és előretörtek egészen a város délnyugati bejáratáig. A Pesmergák első harcosát január 21-én ölték meg a csatában.
Január 23-án az YPG a Rash könyvtártól északra és keletre foglalt el egy-egy utcát, valamint megszerezte a Souq al-Halt és a Senaa kerület északnyugati területeinek túlnyomó többségét. Így a város 70%-át már ők ellenőrizték. Másnap a Sharia iskolát és a Sidan mecsetet, valamint Kobanîtól délre fekvő Termak falut foglalták vissza. Ekkor már csak két kerületben volt jelen az ISIL. Mamid falut az FSA és az YPG 2015. január 25-én foglalta vissza. Az ISIL 12 harcosát és egy járművét vesztette el az ütközetben. Ezen a napon az YPG emberei elvágták az ISIL Kobanîba vezető utánpótlási útvonalait. Ekkor már csak a város 10%-át ellenőrizték az iszlamisták, akik ekkor 140 fős, többnyire 18 év alatt erősítést küldtek a területre.
Január 26-án az YPG visszavonulásra késztette a Kobanîban még meglévő ISIL-seregeket, és így vissza tudták foglalni a város keleti területeit is. Így már az egész települést ők ellenőrizték. Ezután vette kezdetét a végső tisztogatás, így olyan területeket vettek körbe, ahol azt gondolták, még az ISIL vezetői rejtőzhetnek. A szervezet még a város keleti felében, illetve a még kezükön lévő környező területeken tudott ellenállást kifejteni. Steve Warren ezredes, a Pentagon szóvivője így nyilatkozott: "Még túl nagy bátorság lenne kijelenteni, hogy a csatát megnyertük. A harc tovább folyik, de baráti erők tartják irányításul alatt a helyzetet." Hozzátette, hogy Kobanîban és környékén a területek 70%-át a kurdok tartják ellenőrzésük alatt, s a városon belül ez az arány 90%-os. Az USA megerősítette, hogy január 27-re sikerült a várost az ISIL-től megtisztítani. Az ISIL három nappal később ismerte el a vereségét, de azzal fenyegetőzött, hogy még vissza fog térni. Ekkor az ISIL más, számára akkor sokkal fontosabb helyekre csoportosította át a seregeit.

## Kobanî kanton visszafoglalása
Miután január 27-én megtisztították Kobanî városát az iszlamistáktól, az YPG és az FSA elkezdték a régió felszabadítását.
Január 27-én az YPG visszafoglalta a várostól délkeletre fekvő Helnejt és bekerítették a Kobanîtól délre állomásozó ISIL-seregeket. Másnap az YPG és az FSA Kolama falut, Seran központot és Norozt foglalta vissza.
Február 6-ig az YPG már 100 olyan falut szerzett vissza, amit az előző évben tőlük foglalt el az ISIL. A kurdok azt jelentették, hogy egyáltalán nem találkoztak ellenállással, leginkább azért, mert amint megtudták az ISIL-nél, hogy az YPG egy újabb faluba lépett be, ők azonnal kivonták onnan a harcosaikat. Az SOHR szerint Kobanîtól nyugatra az Iszlám Állam legtöbb harcosa török nemzetiségű. A harcnak ebben a szakaszában több ISIL-egység is török határőrökkel vetette körbe magát.
Február 8-án olyan hírek jelentek meg, hogy bár Kobanîtól délre és keltre gond nélkül tudnak előre hatolni az YPG és az FSA csapatai, a várostól nyugatra azonban még ellenállásba ütköznek. Ennek legfőbb oka az volt, hogy az ISIL meg akarta tartani az Aleppó kormányzóságban megszerzett pozícióit. Szakértők arra figyelmeztettek, hogy az ISIL később még bosszút állhat. Erre lehetett következtetni a csoport addigi mozgékonyságából és történelméből. Gyakori volt, hogy egyes kivonulásokat ellentámadás követett. Február 9-én taktikai okokból az ISIL több egységét és harci eszközeit kivonta az Aleppó környéki falvakból, hogy ezekkel erősítse meg Kobanîban a seregeit.
Február 25-én a kurdok megtámadták a Baghdak és a Hill and Jareqli hegyeket. A harcokban 35 iszlamista és 4 kurd harcos esett el. Másnap a kurdok és a felkelők együttesen visszafoglalták Khondant, így Aleppó északkeleti régiójában már 2000 négyzetkilométer állt a felügyeletük alatt. Február 17-én a kurdok és a felkelők elfoglalták az Aleppót Hasakahval összekötő utat, s ezen felül Rakkában hét további falut. Eközben 10 milicista és egy kurd katona halt meg
A február 26-i jelentések arról szóltak, hogy az FSA s az YPG Kobanîtól nyugatra visszafoglalta az ISIL utolsó erődítményeit, és több mint 23 katonát megöltek. Shuyookh Gharbiban légitámadás érte az Iszlám Állam Katonai parancsnoki központját, melyben 8 katona, köztük prominens vezetők is meghaltak.
Március 1-ig az YPG csapatai az FSA fegyvereseinek támogatásával 296 falut foglaltak vissza. Az ISIL erősítést küldött Kobanî kanton déli és keleti területeire, mivel meg akarták előzni, hogy a szír csapatok elérjék az Iszlám Állam de facto fővárosát, Rakkát. A kurd seregek a hírek szerint arra készültek, hogy addigi sikereiket kihasználva megtámadják Tel Ábjádot, és annak elfoglalásával összekapcsolnák Kobanît Jazira kantonnal.
Március 1. és 6. között az FSA, az YPG és az őket támogató légitámadások kivitelezői az ISIL-t beszorították a Lefarge Cementgyárba, és visszafoglaltak 11 falut. Köztük az ISIL utolsó két, Kobanî kanton nyugati felén megmaradt utolsó két erősségét, Shuyukh Tahtanit és Shuyukh Fawqanit az Eufrátesz keleti partján. Az ISIL katonái ennek eredményeképp visszavonultak Jarabulusba, majd hogy megnehezítsék az őket üldözők dolgát, felrobbantották a Jarabulus-híd nyugati részét. Az összecsapásban 98 ISIL-katona és 11 YPG-s esett el. Olyan jelentések is érkeztek, melyek szerint a Tel Ábjádban állomásozó iszlamisták átmentek Törökországba, ahol megerősödtek, hogy különféle támadásokat hajtsanak végre a határtól keletre fekvő kurd falvakban.
Március 9-én a kurd sikerek, valamint a szarini gabonasiló elfoglalása után az ISIL ellentámadást indított Szarinból. Kobanî kanton déli részéből. Ezalatt visszafoglalta Jill, Khan-Mamdid és Sal falvakat. Ezeken kívül Szarintól északra is több falut megtámadtak, de itt a koalíciós légitámadások miatt vissza kellett vonulniuk. Ezeken felül a légitámadásokban felrobbant Mumbteh mellett Tel Ábjádtól északnyugatra felrobbant egy olajfinomító. Ebben az ISIL 30 katonája, valamint az olajfinomító több dolgozója meghalt. Mandek környékén, Jalabiyyi falutól nyugatra a harcokban az YG 13 embere esett el. A beszámolók szerint az YPG és a szövetséges csapatok elkezdték az ISIL kezén lévő Jarabulusnak a bombázását. Másnap a YPG a Mandeket, Khwaydant, Khan-Mamedet és Hamdount visszafoglalta. Az összecsapásban 15 kurd és 12 ISIL harcos halt meg.
Március 13-án a frontvonalon 7 iszlamista és 2 FSA katona halt meg.
Március 15-én az YPG légitámadásokkal támogatott támadásai után Qara Qozakban az ISIL itt is veszített, és ki kellett vonulniuk. Katonái felrobbantották az itteni hidat, nehogy a kurdok átkelhessenek az Eufrátesz nyugati partjára. Az ISIL megmaradt serege egy hídközeli házban húzza meg magát, amit a szövetségesek később a levegőből szétlőttek. Másnap megerősítették, hogy az összes, Qara Qozakban lévő iszlamista fegyverest megölték vagy fogságba ejtették, és a teljes várost kurd és szír katonák ellenőrzik. Március 13. és 15. között a városban legalább 45 iszlamista és 4 kurd katonát öltek meg. Három nappal később a koalíciós egységek megsemmisítették a Qara Qozak-hidat, így akadályozva meg, hogy az ISIL katonái eljuthassanak Szarinig. Ezzel a kurdok majdnem az összes olyan falut visszafoglalták, amit korábban 2014. szeptemberben Kobanî kantonban az ISIL elfoglalt tőlük. Az ISIL pár tucatnyi kisebb települést tartott meg Rakka kormányzóság északnyugati részén és pár települést a kanton délkeleti részén.

## Következmények

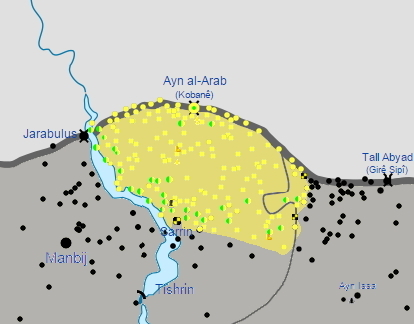
Az erőviszonyok április 29-én, mikor az ISIL abbahagyta Kobanî kanton ostromát. Az iszlamisták 2014. szeptember óta megszerzett területeinek többségét visszafoglalták, az YPG vezette csapatok pedig Szarin megszerzéséért folytattak harcot.
A szír ellenzék területei
Az Iszlám Állam kezén lévő területek

Az elkövetkező napokban az ISIL megszerzett egy Szarinra néző hegyet. Ez volt az ISIL utolsó erődítménye Kobanî kanton déli részén.
Március 20-án az YPG és a vele szövetséges Burkan al-Furat a koalíció légi biztosításával támadást indított Szarin ellen, ami egy 27-ig eltartó rajtaütés-sorozatból álló harchoz vezetett.
Március 21-én a kurdok elfoglalták Tel Kharab Zirt és előre hatoltak Akbeshben és Tell Kazanban. Eközben a kurd és szír erők teljesen körbezárták a Szarini Gabonatárolót. Az összecsapásokban és a koalíciós támadásban 71 iszlamista és 1 szír katona halt meg. Március 22-ről 23-ra virradó éjszaka a Tishrim-víztározón keresztül erősítést küldött Szarinba. A koalíciós légi egységek azért nem avatkoztak közbe, mert a gát átvágásával veszélyeztették volna a közelben lakókat is.
Március 25-én a hírek szerint a kurdok elfoglalták Rakka körzetben Jalabiyya falut. Eközben az ISIL hajóról támadta Qara Qozakot, de ezt a folyó túloldalán összegyűlt kurdok és a koalíció közösen visszaverte. Az összecsapásban az Iszlám Államnak legalább 71 harcosa veszett oda, míg a kurdok közül 4 harcos halt meg. Két nappal később a Sebtiben és Khaniban kitört összecsapásokban 3 iszlamista halt meg.
A következő három hétben a kurd és szír erők előrenyomulása a déli és nyugati határsávban majdnem megtorpant, mert az ISIL folyamatosan erősítést küldött a régióba. Ebben az időszakban az összecsapásoknak az ISIL oldalán 195, az YPG részéről 14, míg az FSA erőiból 2 halálos áldozata volt.
Április 12. és 14. között a kurd és szír összevont erők Rakka körzetben hét falut és a francia Lefarge Cementgyárat foglalták el, valamint április 12-én visszaverték az ISIL ellentámadását. Legalább 30 ISIL-katona 3 kurd és 2 szír harcos halt meg ezalatt az időszak alatt.
Április 9-én az ISIL ellentámadása kiszorította a kurd seregeket Szarinból, és az iszlamisták visszaszerezték a Szarini Gabona Silót, és áttörték a kurd védelmi vonalat az M4-es autópályánál. A kurdok azonban a koalíciós légvédelemmel megerősítve ellentámadásba lendültek, és fokozatosan haladtak vissza a város irányába.
Április 17-re a 2014. szeptember óta elvesztett 350 falu közül 332-t visszafoglaltak a kurdok.
Április 20-ig a kurdok teljes egészében visszafoglalták Jillt, Hamdount, Kayfult, Salt és a környező falvakat. Április 19-én a kurdok visszafoglalták az iszlamisták Szarinba vezető keleti utánpótlási útvonalának egyik állomását, Ras al Aynt, így a kurdok és a szövetségesek keletről és nyugatról is körbe tudták keríteni a települést. Az április 16-19 között folyt összecsapásokban legalább 27 ISIL milicista és 3 kurd harcost öltek meg. Április 21-én a hírek szerint a Szarintól keletre lévp kurd harcosok 1 km-re megközelítették a várost, és folytatták az előrenyomulást. Mindezt annak ellenére tudták megcsinálni, hogy az ISIL sűrűn aláaknázta az utakat.
Április 21-én a kurdok és a szövetségesek egészen az M4-es országútig elfoglalták a területeket, többek között a szarini gabonasilót és Septét, valamint más környékbeli falvakat. Így a kurdok Szarintól délre tovább tudtak haladni. Két nap alatt a Gabonasiló környékén történt összetűzésekben legalább 20 milicistát öltek meg. Az offenzíva hatására a kurdok Rakka kormányzóság néhány északnyugati faluját leszámítva visszaszereztek minden olyan terület, mely 2014 szeptembere előtt az övék volt. Kurd források szerint 2014. szeptember 13. és 2015. április 21. között nagyjából 4460 iszlamistát öltek meg Kobanî kantonban. Április 22-én a hírek szerint a szalin gabonasilót nagyjából 50 militáns őrizte, de már nagyon érezték a végső ostromot.
Április 25-én háromnapnyi harc után sikerült elfoglalnia az ISIL-nek Mistrast. A vesztes kurd seregek és szövetségeseik egy átfogó támadást indítottak több fronton Szarin ellen, hogy kiűzzék az ISIL-t a stratégiai jelentőségű városból. Olyan jelentések jelentek meg, melyek szerint a Szarin környékén állomásozó iszlamista erőket behívták a városba, a város északi, nyugati és keleti feleiben pedig heves tűzpárbajok alakultak ki. A kurd és szír erők is benyomultak a város északi felébe. Április 26-án érték el a kurdok vezette erők a terület keleti végét. Még aznap lelassult a csapat lőrenyomulása, mivel az ISIL egyre több erősítést küldött a városba.
Április 29-én a Pesmergák utolsó 124 katonája is visszatért az Iraki Kurdisztánba, mert Kobanîban a helyzet biztonságossá fordult. Iraki Kurdisztán maga is azt állította, hogy nem küld több katonát az immár lenyugodott Kobanîba.

### Júniusi vérengzés Kobanîban
2015. június 25-én az Iraki és Levantei Iszlám Állam harcosai autóba rejtett pokolgépet robbantottak Kobanî mellett, a török határ közelében. A támadók állítólag kurd biztonsági személyzetnek adták ki magukat, és így tudtak fegyveresen belépni a városba, ahol aztán gépkarabéllyal és rakétákkal lőtték a civileket. Kurdok és a szír kormány azt állította, hogy a járművek a török határ túloldalról érkeztek, de ezeket a feltételezéseket Törökország cáfolta. Az ISIL Kobanîtól 20 km-re délre, Barkh Butanban is elkövetett egy mészárlást, ott legalább 26 szíriai kurdot végeztek ki, köztük nőket és gyermekeket is. Összességében június 27-én 164 ember halt meg és 200 sebesült meg. Ezzel ez volt az Iszlám Állam eddigi legvéresebb, a polgári lakosság ellen elkövetett merénylete Szíria északi részén.

## Szulejmán sah sírja hadművelet
A Török Hadsereg egy határon átnyúló hadműveletben kimenekítette a Szulejmán sah sírja, Törökország egyik exklávéja körül őrködő katonákat. A jelentések szerint útközben a sírhoz a törökök keresztezték a kurd kézen lévő Kobanît. Egy török meghalt, ami az ankarai kormány szerint baleset következménye volt. A hadművelet sikerességét Ahmet Davutoğlu miniszterelnök 2015. február 22-én jelentette be.

## Humanitárius szükségletek és újjáépítés
2015 elején kurd források részletes listát készítettek arról, milyen segítségre van szükség a humanitárius helyzet kezelésére. A helyzetet nehezítette, hogy Törökországgal szemben lényegében kereskedelmi embargó volt érvényben, a Szíria belsejébe vezető utakat pedig az ISIL ellenőrizte.
Az ostrom során a város és a környező falvak nagy részét lerombolták, és megsemmisült az infrastruktúra. 2014. januárban az al-Káida és szövetségeseik elvágták a város víz- és energetikai ellátását. Így a helybéliek pótlólagos vízellátási rendszert és generátoros áramfejlesztést alakítottak ki. Az ISIL azonban megsemmisítette a vízpótlást szolgáló vonalakat, és elvágta a generátorok működéséhez szükséges üzemanyag útját. A kutak nem szolgáltattak elegendő vizet, így a helybéliek a szintén hiánycikknek számító palackozott ivóvizet használták. Élelmiszerből, lisztből és gabonából is kevés volt, a kormányzati pékséget pedig elfoglalta az ISIL. A harcokban mindhárom kórházat lerombolták, így egy önkéntes orvos egy tönkrement házban operálta a betegeket. Az orvosi eszközök, valamint a készülékek működéséhez szükséges energia hiánya nagyban megnehezítette a gyógyítást.
A török menekülttáborokban gyatrák voltak a körülmények, így amint kiűzték az ISIL-t a városból, a legtöbb menekült megindult vissza Kobanîba. Ez tovább nehezítette a szűkös készletekkel történő gazdálkodást.

## Az események átterjedése a török oldalra és az ottani tüntetések

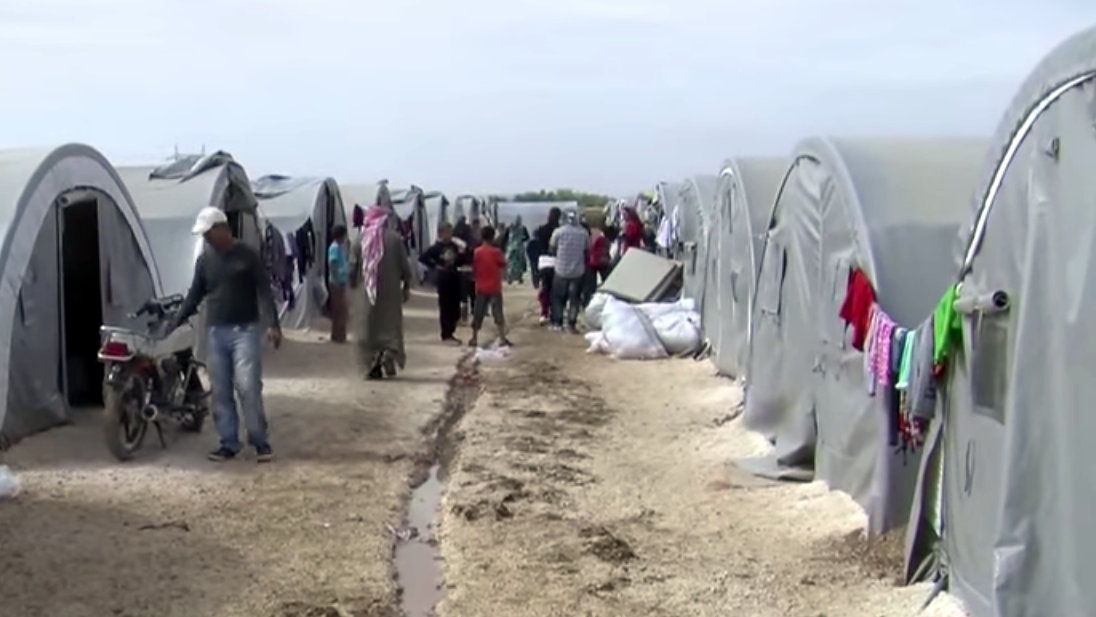
Kobanîból érkezett kurd menekültek a szír–török határ török oldalán egy menekülttáborban

Több mint 300 000 szíriai menekült érkezett Törökországba, hogy megmeneküljön az ISIL-nek a Kobanî kantonban érzékelhető előretörése elől. A biztonsági erők a YPG katonáit és önkénteseit azonban nem engedték át a határon, őket könnygázzal és vízágyúkkal tartották távol. Szeptember 30-án rosszul kilőtt rakéták török területen landoltak, s erre válaszul a törökök szír területekre lőttek vissza. Ezután a törökök harceszközöket telepítettek a határsávba, hogy így akadályozzák meg a jövőbeni hasonló eseményeket. Török oldalon öt polgári lakos megsérült, mikor házukat rakétatalálat érte. Megelőzésképp Törökország két falut teljes egészében evakuált. Miközben a török hatóságok szét akarták oszlatni a kurd tömegeket, az egyik rendőr a BBC felvevő autójára tüzelt, és hátsó ablakot betörve kisebb tüzet okozott.
A kurdoknak nyújtott kormányzati támogatás hiányában egyre több városban tüntetések törtek ki. A tüntetőkre könnygázzal és vízágyúval lőttek, közülük 12 belehalt a sérülésekbe. Az ezt követő zavargásoknak 31 áldozata lett. Erdoğan török elnök azt mondta, nem szándékozik Szíriában az ISIL ellen katonai akciót véghezvinni, hacsak az egyszerre nem irányul Bassár el-Aszad kormánya ellen is.
November 1-jén nemzetközi összefogással több helyen is szimpátiatüntetéseket szerveztek a Kobanîban lévő kurdok mellett. A szír határtól 10 kilométerre, Suruc török városban 5000 tüntető vonult utcára. Legalább 15000 ember menetelt Törökország legnagyobb kurd lakossággal rendelkező városában, Diyarbakirben és 1000 ember békésen felvonult Isztambulban is. November 1-i jelentések szerint a török katonák Kobanî közelében a török határ mellett fejbe lőttek egy 28 éves kurd asszonyt. Ő egy olyan békés tüntetés egyik résztvevője volt, ahol azt követelték a kormánytól, hogy engedje át a határon a Kobanîban a kurdoknak segíteni akaró harcosokat.
November 28-án a kurdok azt állították, hogy egy öngyilkos ISIL-harcos járművével Törökországból hajtott át Kobanîba, de ezt a török hatóságok visszautasították. Mustafa Bali, egy aktivista Kobanîban azt mondta, az ISIL harcosai a határ török oldalán vertek támaszpontokat a gabonasiló közelében, és onnan lövik a határátkelőket. November 29-én azonban az YPG seregei átmentek török területre, ott az ISIL több állását megtámadták, majd ezután visszahúzódtak a szír területekre. Ezután a Török Hadsereg szerezte vissza a határátkelő és a siló környéke feletti ellenőrzést.
2015. január 27-én a Kobanî felszabadulását ünneplő, a határt átlépni próbáló kurdok ellen vetettek be könnygázt.

## Elemzés
A média sokkal inkább szimbolikus, semmint stratégiai fontosságot tulajdonított Kobanînak. A Kurd Népvédelmi Egységek a következő nyilatkozatot adta ki: "A Kobanîban folyt csata nem egyszerűen az YPG és az ISIS között folyt harc volt. Ez ugyanakkor az emberségesség és a barbárság, a szabadság és a türannoszok, az összes emberi érték és az emberiség ellenségeinek ütközete is volt." A harcok alatt szoros kötelék alakult ki az YPG és a Szabad Szír Hadsereg között. Nagyban segítették szárazföldi akcióikkal az amerikaiak és szövetségeseik légitámadásait, és megdöntötték azt a hitet, hogy a kurdok Aszád szövetségesei lennének. A Kobanîban szerzett pozitív élmények hatására Amerika több technicalt, rádió adó-vevőt és műholdas helymeghatározót küld a térségbe, ezzel is segítve a légo támadások hatékonyságának növelését.
A csata vonzotta az ISIL haderejét, így a legjobb külföldi katonák is idejöttek. Az ISIL közzétette a fogságban lévő John Cantlie háborús fényképész arról beszélt, hogy teljesen elfoglalták Kobanît, és a annak elvesztése a szerencse forgandóságának az eredménye, talán ez csak egy stratégiai visszavonulás. Egyes riportok szerint az egyre biztosabb kobanî vereség miatt egyre több belső feszültség alakult ki az ISIL különböző rangú katonái között, és az egyes nemzetekhez tartozó katonák is keményen összevesztek egymással.
Egy amerikai szóvivő a kurd védekezőknek ledobott fegyverekre és a Törökországgal az iraki Kurdisztánból érkező erősítés átengedéséről szóló megállapodásra utalva ezt mondta: "Ha ezeket nem léptük volna meg, elesett volna, és egy újabb vérengzés szemtanúi lehetnénk. John Kirby tengernagy, a Pentagon sajtótitkára ezt mondta: "Véleményem szerint a légitámadások nagyon hasznosak voltak. Nagy segítség volt... mikor egy szárazföldi partner pontosan meg tudta mondani, milyen célpontokra érdemes lőni." A bombázásokhoz Rockwell B-1B Lancer stratégiai bombázókat használtak, melyeken 500 illetve 2000 fontos bombákat vittek a helyszínre. A 9. Bombázási Repülőszázad egyik alezredese, Sumangil azt állította, hogy a légicsapások a szárazföldi erők mozgósításával együtt „alapvetően megállította az előrenyomulásukat [mármint az ISIL-ét].” A kurd harcosok kapcsolatban voltak az USA Egyesített Repülésirányítási Központjával a katari Al Udeid Légi Bázison, s innét küldték a pontos koordinátákat a Kobanî felett szolgálatot teljesítő B-1-eseknek.
Kobanî egyedi földrajzi helyzete, a határon való fekvése alapvetően megakadályozta azt, hogy az ISIL körbe tudja venni a várost. Bár Törökország ko moly szankciókkal sújtotta harcosok, fegyverek és utánpótlás küldését, több erősítés elért Kobanîba. Több mint 1000, Kobanît védőt török kórházakban kezeltek, és a határ volt a védekező utolsó menekülési útvonala.
Törökországot és annak külpolitikáját többen is a Kobanînál vívott harc egyik vesztesének tekintik. Az országnak a határain belül zajló ellentétek, a kurd függetlenedés beárnyékolták a rojavai kurdokkal fenntartott viszonyt. Miután az USA olyan ellátmányt dobott le Kobanîban, melyet Törökország nem engedélyezett volna, Recep Tayyip Erdoğan török köztársasági elnök bejelentette, arra kérte Barack Obamát, hogy ne avatkozzék be a kurdok oldalán. "Azt mondtam Obama úrnak, ne dobják le ezeket a bombákat (mármint a fegyvereket és az utánpótlást]. Szerinte ezzel hibát követnek el. „Sajnos megbeszéléseink ellenére mégis ledobták a három C-130-ból amit csak akartak, aminek a fele az ISIL ellenőrizte területekre esett. Akkor ki is támogatja az Iszlám Államot?” Törökország hevesen ellenez minden olyan megállapodást, mely az Iraki Kurdisztán megfelelőjét, de facto egy államot hozna létre Szíria északi részén. 2015. január 26-án a riportereknek feltett egyik kérdésében ezt meg is erősítette: "Mi ez? Észak-Irak? Most azt akarják, hogy létrejöjjön egy Észak-Szíria. Ez számunkra teljességgel elfogadhatatlan! Az ilyen entitások nagy gondot okoznak majd még a jövőben."

## Nemzetközi reakciók

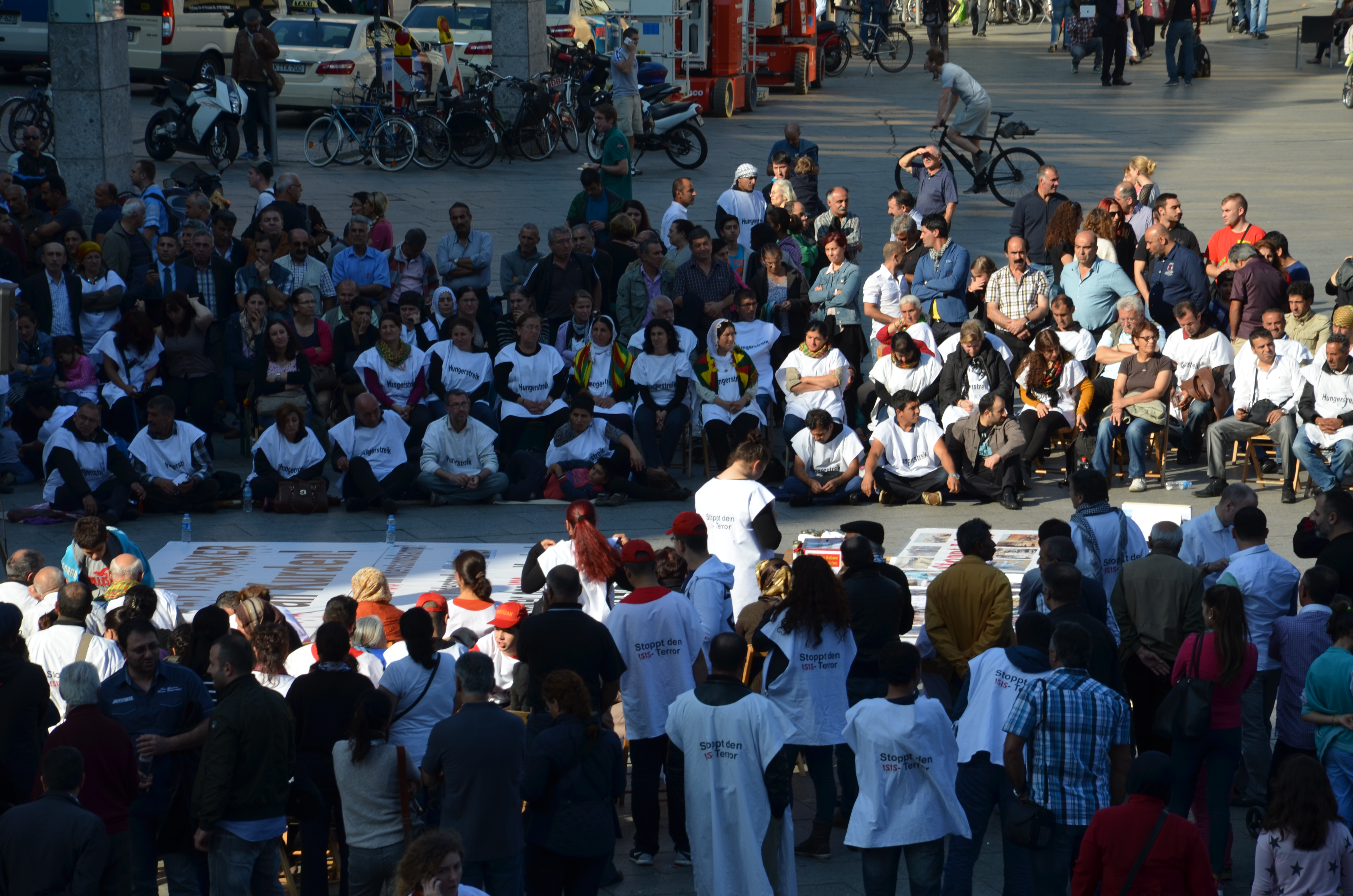
Demonstrációk 2014. október 10-én Kölnben

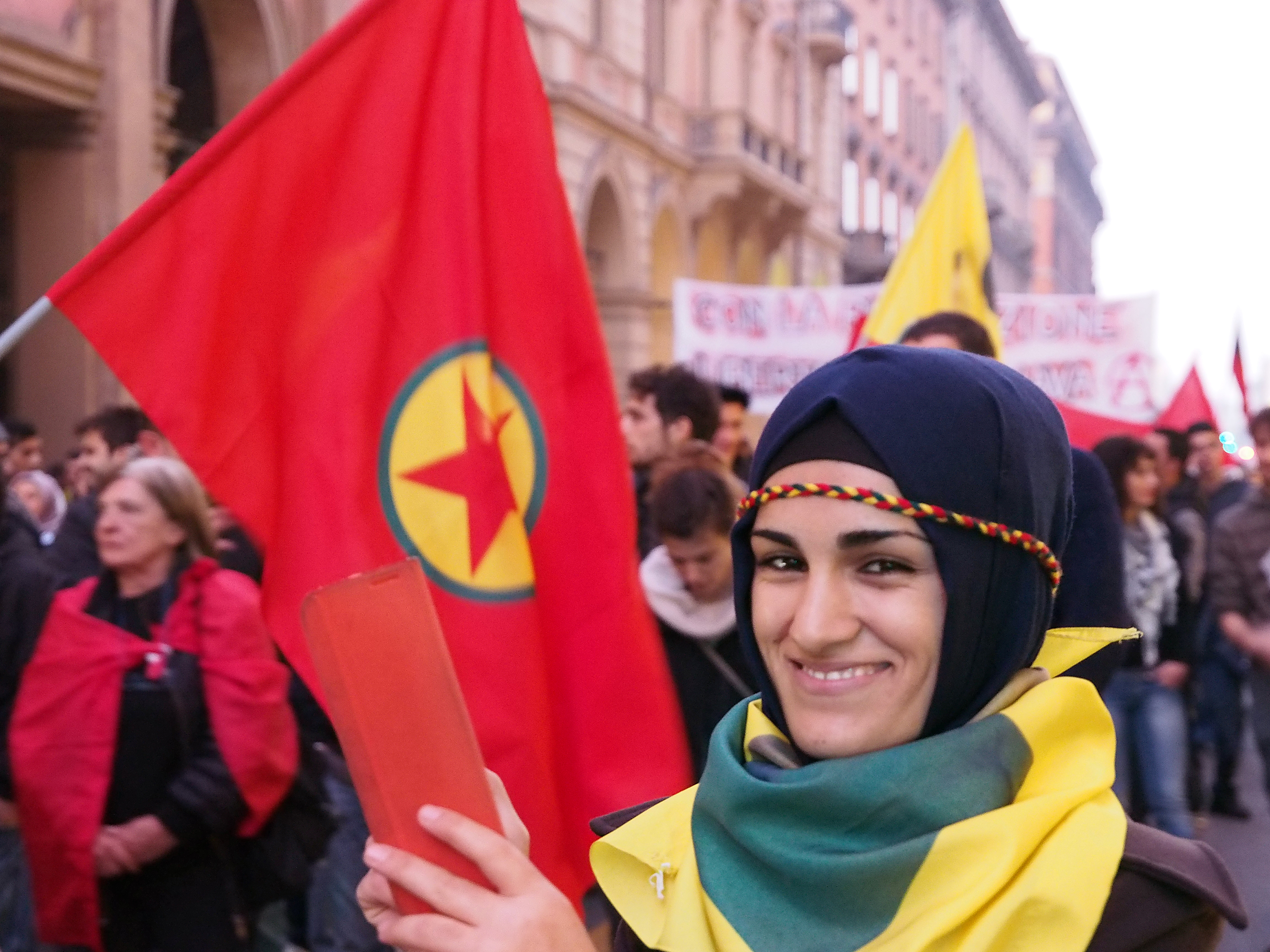
Kobanî nemzetközi napja. 2014. október 1-jén a világ számos városában kurd tüntetők lepték el az utcákat. Kurd tüntetők Bolognéban

Kurd Munkáspárt (PKK) – Szeptemberben a PKK azzal fenyegetőzött, hogy mivel Törökország saját állítása szerint támogatta Kobanî megtámadását, harcokkal bosszulja azt meg. Öcalan ezt a fenyegetést 2014. október 1-jén megerősítette.
 Kurd Demokratikus Párt (PJK) – Iraki Kurdisztán elnöke, a Kurd Demokratikus Párt vezetője, Masoud Barzani közvetlenül az első támadás után a nemzetközi közösséget a város megvédésére szólította fel. Fuad Hussein, Barzani hadseregének parancsnoka Archiválva 2015. június 26-i dátummal a Wayback Machine-ben egyszer ezt mondta: "“Barzani sürgeti, hogy az Iszlám Állam ellen harcoló, országok segítsék a Kobanîban a terrorista ISIL ellen harcoló emberek és harcosok munkáját.” A Hurriyet török újság nem sokkal később arról számolt be, hogy Barzani megkérte a törököket, a Pesmergák hadd haladjon át a területén, hogy azon keresztül érkezzenek meg Kobanîba, így mentve meg a várost annak elestétől. Október 19-én az amerikai hadsereg Iraki Kurdisztánból indított légi szállítmányokkal segítette a városban védekezőket. Pár nappal később 150 Pesmergák katonát mozgósítottak, akik október 30-án léptek be a városba, s nehézfegyverzettel szerelték fel a védekezőket.
 – 2014. október 6-án Iraki Kurdisztán egyes tisztviselői Kobanî földrajzi elhelyezkedését és a szíriai Demokratikus Unió stratégiai baklövéseit hibáztatták azért, mert nem tudtak segélyeket vay támogatást küldeni a helyszínre. 2014. október 12-én az iraki kurd kormány bejelentette, hogy fegyvereket, felszereléseket és humanitárius segítséget küld Kobanîba. Nechirvan Barzani miniszterelnök így fogalmazott: "Kobanî számunkra nagyon fontos, és nem spórolunk erőfeszítéseinkkel, hogy megvédjük azt."
 Kurd Hazafias Unió (PUK) – 2014. szeptemberben a kurd Hazafias Unió azt kérte Iraktól, Irántól és Törökországtól, hogy támogassák a YPG erőfeszítéseit Kobanîban.
 Szabad Szíriai Hadsereg (FSA) – Malik el-Kurdi tábornok, az FSA egyik parancsnoka azért kritizálta az USA-t, mert fegyvereket küldött a már így is felfegyverkezett kurd egységeknek. "Ez Amerika megosztó politikája, mert azoknak a kurdoknak küld fegyvert, akik csak egy hónapja egy kis városban küzdenek az ISIL ellen, míg a legnagyobb, Aszad – bármilyen háborús bűncselekményt megtorlások nélkül elkövető – erői ellen küzdő ellenzékieket már három éve távol tartja mindenféle katonai és hadi utánpótlástól."
 – Egy vezető szír miniszter bocsánatot kért amiatt, mert nem küldtek légi egységeket a területre, de azt mondta, Kobanî olyan közel van a török határhoz, hogy repülőik megsértették volna a török légteret, ott pedig lelőtték volna azokat. A Szír Külügyminisztérium is azt mondta, bármilyen török beavatkozás a területükön, agressziónak számított volna és idegeskedve fogadták a Pesmerga katonáinak megjelenését. Ez volt az első olyan külföldi csapat, amelyiket a szíriai polgárháború megindulása óta az ország területére vezényeltek. A szíriaiak szerint ez Törökország konspirációs hatalmának egyik bizonyítéka.
 – Recep Tayyip Erdoğan elnök sürgette a nemzetközi közösséget, hogy segítsen a város megvédésében, és minden áron kerüljék el, hogy ez is az ISIL kezére jusson. Hangsúlyozta, hogy "a szárazföldön is összefogásra van szükség", mert magában a légi csapássorozat nem fogja megváltoztatni a helyzetet. Ahmet Davutoğlu miniszterelnök azt mondta, „elfogadhatatlan, hogy az egész válság kitörését azzal magyarázzák, hogy Törökország nem nyitotta meg a határait.” Megvédte Törökország attól való tartózkodását, hogy megnyissa a határt a Kobanîban harcolni kívánó kurdok előtt. Törökország azt mondta, azért nem engednek „török állampolgárokat Szíriába, mert nem akarjuk, hogy Szíriában egy konfliktus résztvevői legyenek.” Bülent Arınç török miniszterelnök-helyettes a várost védőkön gúnyolódva azt mondta: "Képtelenek komoly harcot vívni. Könnyű elrabolni embereket, de harcolni Kobanîban nem tudnak. Még sok mindent mondhatnék, de legyen elég csak annyi, hogy össze vannak zavarodva." Yasin Aktay, a hatalmon lévő AKP párt elnökhelyettese az egyik interjúban azt mondta, "Ami most Kobanîban történik az nem más, mint két terrorista csoport összecsapása." Erdoğan elnök az amerikaiak légi segélyeit bírálva Ankarában egy sajtóértekezleten ezt mondta: "A helyzet egyre rosszabbra fordul. Miért lesz minden egyre rosszabb? Mert a CI30-akról ledobott fegyvereke egy része az ISIL-hez került."
 – Az Amerikai Egyesült Államok légicsapásokkal avatkozott be a harcokba, de a török határ közelsége és a kurd harcosok bonyolították a helyzetet. A Pentagon egyik tisztviselője szerint a Kobanîban folyó harcok miatt azért volt ekkora felzúdulás a médiában, mert egyes riporterek közel vannak a helyszínhez. Szerinte sok olyan város van, ahol a média nem követte ekkora figyelemmel, hogyan kerül az adott terület az ISIL kezére. Nem világos, az amerikai légierő miért az olajfinomítókat bombázta, és miért nem a polgári lakosság védelmével foglalkoztak. Például a szeptember 24-ről 25-re virradó éjszaka a légierő 13 légitámadást hajtott végre. Ezek közül 12-ben olajfinomítókat, támadtak, és csak egy esetben vettek célba ISIL-járművet. Amerikai tisztviselő a CNN-nek úgy nyilatkoztak, nem foglalkoztak azzal, Kobanî elesik-e vagy sem. Szíriában az USA célja "nem a városok védelme, hanem az ISIL fő vezetésének nyomon követése, az olajfinomítók és minden olyan létesítmény megsemmisítése, mely hozzájárul az ISIL munkájához – különösen Irakban. 2014. október végén a The Wall Street Journal viszont arról számolt be, hogy a az amerikai vezetőség új döntése szerint Kobanî "túlságosan nagy jelentőségű, szimbolikus város ahhoz, hogy elveszítsék," és léptek annak érdekében, hogy megakadályozzák a határvárosnak az Iszlám Állam kezére jutását. Ebbe beletartozott az is, hogy Törökország ellenkezése dacára szövetkeztek a kurdokkal.